# Хукер, Эвелин
Эвелин Хукер (англ. Evelyn Hooker; 2 сентября 1907, Норт-Платт, Небраска, США — 18 ноября 1996, Санта-Моника, Лос-Анджелес, Калифорния, США) — американский психолог и сексолог. 
Получила широкую известность в связи с публикацией в 1957 году своего труда «Адаптированность открыто гомосексуальных мужчин», в котором она провела ряд психологических тестов в группах здоровых добровольцев (а не пациентов психиатрических клиник или заключенных тюрем) гомосексуальной и гетеросексуальной ориентации, и предложила экспертам-психологам, основываясь только на результатах тестирования и ничего не зная об ориентации испытуемых, выявить среди них гомосексуалов, а также оценить степень социальной и психологической адаптированности этих людей.

## Ранние годы и образование
Эвелин Хукер родилась 2 сентября 1907 года в Норт-Платте, штат Небраска, в доме своей бабушки и выросла с восемью братьями и сестрами на равнинах Колорадо. Когда ей было 13 лет, ее семья переехала в Стерлинг, штат Колорадо. Поездка в Стерлинг останется одним из самых теплых воспоминаний Хукер. 
Мать Хукер, Джесси Бетел, окончившая только три класса школы, посоветовала ей продолжить образование, потому что это единственное, чего у человека нельзя было отнять. Семья Джентри не была богатой, и Хукер подверглась еще большему осуждению из-за ее высокого роста (около 180 см). Все еще будучи сторонницей образования, мать записала Эвелин в среднюю школу Стерлинга, которая была большой и необычайно современной для того времени. Там Хукер училась на отлично и смогла пройти курс психологии. 
Хукер хотела поступить в педагогический колледж, но преподаватели увидели в ней потенциал и посоветовали поступить в Университет Колорадо. К тому времени, когда она была готова к выпуску, она получила стипендию в Университете Колорадо в Боулдере (UCB).
В 1924 году она стала студенткой Калифорнийского университета, работая горничной в богатом Боулдере. Ее наставник, Карл Мунцингер, помогал ей бросить вызов распространенной в то время психологической теории бихевиоризма. Она написала свою дипломную работу об обучении методом проб и ошибок у крыс. Он предложил ей написать свою собственную историю болезни. После получения степени магистра она стала одной из 11 женщин, участвовавших в программе получения докторской степени по психологии в Университете Джонса Хопкинса в Балтиморе, штат Мэриленд, поскольку председатель Йельского университета отказал ей в направлении из-за того, что она женщина. Она училась у Найта Данлэпа, который также в целом не одобрял женские докторские степени. В 1932 году она получила степень доктора философии.

## Карьера

### Ранняя карьера и преподавательская деятельность
В начале своей карьеры она не особенно интересовалась психологией гомосексуалов. Проработав всего один год в Мэрилендском женском колледже, она заболела туберкулезом и провела следующий год в санатории в Аризоне. После выздоровления она начала преподавать в колледже Уиттиер в Южной Калифорнии. Затем в 1937 году Эвелин получила стипендию в Берлинском институте психотерапии, после чего покинула Уиттиер. 
Хукер жила в еврейской семье, пока училась в Европе. Находясь там, она своими глазами увидела возвышение Адольфа Гитлера и стала свидетельницей таких событий, как Хрустальная ночь. Позже она узнала, что еврейская семья, с которой она жила, была убита в концентрационных лагерях. Прежде чем вернуться домой, Хукер отправился в групповой тур по СССР, прибыв туда сразу после крупной чистки. События, которые Хукер предстояло увидеть в Европе, в конечном счете пробудили в ней желание помочь преодолеть социальную несправедливость.
Когда Хукер была готова вернуться на работу в Уиттиер, она обнаружила, что не может вернуться. Руководители колледжа боялись ее, потому что она провела год, живя в тоталитарной Европе. Она и несколько других сотрудников были уволены, потому что их заподозрили в «подрывном поведении». В результате она подала заявление на работу на факультет психологии Калифорнийского университета в Лос-Анджелесе (UCLA). В то время заведующим кафедрой психологии Калифорнийского университета в Лос-Анджелесе был Найт Данлэп, наставник Хукер из университета Джонса Хопкинса. Данлэп сказал, что хотел бы дать ей работу, но у них уже было три преподавательницы женского пола, и их “искренне не любили”. Однако ей удалось получить должность научного сотрудника. Хукер быстро завоевала репутацию блестящего преподавателя и исследователя. Она проработала в Калифорнийском университете в Лос-Анджелесе 31 год, где проводила исследования и преподавала экспериментальную и физиологическую психологию до 1970 года, когда занялась частной практикой.

### Исследования гомосексуальности
В 1940-х годах она впервые заинтересовалась тем, что впоследствии стало делом ее жизни. Хукер преподавала вводный курс психологии в 1944 году, когда после занятий к ней подошел студент. Он представился как Сэм Фром (англ. Sam From) и признался ей, что он гей, как и большинство его друзей. Она поняла, что Сэм был одним из самых умных учеников в классе, и быстро подружилась с ним. Они проводили время между занятиями и после них, чтобы поговорить и узнать друг друга получше. Сэм ввел Хукер в круг своих друзей-гомосексуалов. Они ходили в клубы, бары и на вечеринки, где Хукер могла общаться с большим количеством гомосексуалов. Среди ближайших друзей Сэма были будущий англо-американский писатель Кристофер Ишервуд и британский поэт и прозаик Стивен Спендер. Он бросил ей вызов научно изучить «таких людей, как он».
Сэм задал вопрос Хукер: «Почему бы не провести исследование гомосексуалов, чтобы определить, является ли гомосексуальность какой-то болезнью или расстройством и не имеет отношения к психологическому строю человека?». Сэм убеждал ее проводить исследования гомосексуалов, говоря, что это «ее научный долг — изучать таких людей, как мы». Хукер была заинтригована этим вопросом и еще больше убеждена своим опытом социального отвержения в детстве, свидетелем последствий расовых и политических преследований во время ее путешествий и дискриминации в ее профессиональной жизни. 
За следующие два десятилетия она зарекомендовала себя в профессиональном плане. В 1960-е годы ее работы нашли более широкую аудиторию, и ее выводы были подхвачены движением за права геев. В 1961 году Хукер пригласили читать лекции в Европу, а в 1967 году директор Национального института психического здоровья (NIMH) попросил ее подготовить доклад о том, что учреждение должно делать с гомосексуалами. Избрание Ричарда Никсона в 1969 году президентом США задержало публикацию доклада, который был опубликован журналом без разрешения в 1970 году. В докладе рекомендуется декриминализация гомосексуальности и предоставление аналогичных прав гомосексуалам и гетеросексуалам. Растущее движение за права геев ухватилось за это.

### Дальнейшая работа
Она оставила свои исследования в Калифорнийском университете в Лос-Анджелесе в 1970 году в возрасте 63 лет и начала частную практику в Санта-Монике. Большинство ее клиентов были геями и лесбиянками. 

## Изучение проективных тестов

### Содержание исследования
Хотя Хукер собирала данные о своих друзьях-гомосексуалах с 1954 года, она считала, что это не имеет большой ценности из-за отсутствия научной строгости, связанной со сбором этих данных. Она подала заявку на получение гранта от NIMH, хотя ее предупредили, что крайне маловероятно, что она его получит из-за противоречивости темы. В конце концов, 1950-е годы были в разгар эры Маккарти, и психологи считали гомосексуальность психическим расстройством, церковь — грехом, а закон — преступлением. Человек, ответственный за присуждение грантов, Джон Эберхарт, лично встретился с Хукер и, убежденный ее обаянием, присудил ей грант.
Она собрала две группы мужчин: одна группа должна была быть исключительно гомосексуалами, другая — исключительно гетеросексуалами. Она связалась с Обществом Маттачине, чтобы найти большую часть гомосексуалов. У нее были большие трудности с поиском гетеросексуальных мужчин для исследования. Она собрала выборку из 30 гетеросексуальных и 30 гомосексуальных мужчин и разделила их на пары на основе эквивалентного IQ, возраста и образования. В интересах исследования требовалось, чтобы ни один из мужчин из обеих групп ранее не обращался за психологической помощью, не находился в дисциплинарных казармах вооруженных сил, не отбывал срок в тюрьме, не проявлял признаков значительного беспокойства или не проходил терапию. Ей также пришлось использовать свой дом для проведения интервью, чтобы сохранить анонимность участников.
В своем исследовании Хукер использовала три проективных психологических теста: тематический тест на апперцепцию (TAT), тест «Составь картинку-рассказ» (MAPS test) и тест чернильных пятен Роршаха. Тест Роршаха использовался из-за убеждения клиницистов того времени, что это был лучший метод диагностики гомосексуальности.
После года работы Хукер представил команде из трех экспертов-оценщиков 60 немаркированных психологических профилей. Она решила оставить интерпретацию своих результатов другим людям, чтобы избежать любой возможной предвзятости.
Сначала она связалась с Бруно Клопфером, экспертом по тестам Роршаха, чтобы узнать, сможет ли он определить сексуальную ориентацию людей по результатам этих тестов. Его способность различать две группы была не более чем случайностью. Затем Эдвин Шнейдман, создатель теста MAPS, также проанализировал 60 профилей. Ему потребовалось шесть месяцев, и он тоже обнаружил, что обе группы были очень похожи по своему психологическому составу. Третьим экспертом был доктор Мортимер Майер, который был настолько уверен, что сможет отличить две группы друг от друга, что прошел через этот процесс дважды, однако и его старания успехом не увенчались. 
Предполагалось, что эти тесты побудят респондентов раскрыть свои самые сокровенные тревоги, страхи и желания. Каждый тестовый ответ будет отправлен в случайном порядке, без какой-либо идентифицирующей информации, Клопферу, Мейеру и Шнейдману. 

### Результаты исследования
Перед специалистами стояли две задачи: 
- получить общую оценку адаптации по пятибалльной шкале
- определить в парах, кто из участников был гомосексуалом, а кто гетеросексуалом[8].

Все три оценщика пришли к выводу, что с точки зрения корректировки не было никаких различий между членами каждой группы.
Сэм Фром погиб в автомобильной катастрофе в 1956 году, как раз перед публикацией новаторского исследования Хукер. В 1956 году Хукер представила результаты своего исследования в докладе на съезде Американской психологической ассоциации в Чикаго. NIMH был настолько впечатлен доказательствами, найденными Хукер, что в 1961 году наградил ее премией NIMH за исследовательскую карьеру, чтобы продолжить ее работу.
Результаты Эвелин Хукер, которые затем неоднократно подтверждались другими исследователями, демонстрируют, что гомосексуалы социально и психологически адаптированы не хуже, чем гетеросексуалы (то есть, чем в среднем в популяции), и что гомосексуальность сама по себе не связана с какими-либо психическими или психологическими отклонениями либо с нарушением социальной адаптации. Эксперимент Хукер также показал, что гомосексуалы в своем большинстве, если бы могли свободно выбирать свою сексуальную ориентацию, будучи здравомыслящими людьми, не выбрали бы дискриминируемую и осуждаемую обществом гомосексуальность вместо социально приемлемой гетеросексуальности.

### Роль и значение исследования
Ее исследования способствовали изменению отношения психологического сообщества к гомосексуализму и решению Американской психиатрической ассоциации удалить гомосексуальность из официального списка психических заболеваний DSM-II в 1973 году. Это, в свою очередь, помогло изменить отношение общества к гомосексуальности в целом. Эксперты также обеспокоились использованием психоаналитических подходов и конверсионной терапии с модификацией поведения. 
Одним из элементов, который остался в справочнике расстройств, была эгодистоническая гомосексуальность. В 1987 году гомосексуальность с гомосексуальностью эго-дистонии также была исключена из руководства, когда было установлено, что психологическая терапия не может вылечить гомосексуальность.

## Личная жизнь
В 1948 году она переехала в гостевой коттедж на Солтер-авеню, где жил Эдвард Хукер, профессор английского языка и поэзии в Калифорнийском университете в Лос-Анджелесе. Они поженились в Лондоне в 1951 году, и она взяла его фамилию. Однако в январе 1957 года Эдвард скончался от остановки сердца.
В середине пятидесятых Кристофер Ишервуд стал их соседом по Солтер-авеню. Она была против отношений Ишервуда с гораздо более молодым Доном Бакарди; им не были рады в ее доме. 
Хукер умерла в своем доме в Санта-Монике, штат Калифорния, 18 ноября 1996 года в возрасте 89 лет.

## Награды и признание
- Степень доктора философии (1932)
- Премия АПА за выдающийся научный вклад в психологию (1991)
- Премия АПА за пожизненный вклад в психологию (1992)
- Премия «За выдающийся вклад в общественные интересы»[6]

Чикагский университет открыл в ее честь Центр изучения геев и лесбиянок имени Эвелин Хукер (англ. Evelyn Hooker Center for Gay and Lesbian Studies). 
Она также была главной героиней фильма 1992 года, номинированного на премию «Оскар» «Меняем наши умы: история доктора Эвелин Хукер» (англ. Changing Our Minds: The Story of Dr. Evelyn Hooker).